# Simion Hâncu
Simion Hâncu (sau Simion Hîncu; n. 1 august 1929, Medeleni, comuna Vultureni, județul Bacău – d. 14 august 2016, București) a fost un inginer, profesor universitar și politician român. A făcut parte din primul guvern postdecembrist, ca ministru al Apelor, Pădurilor și Mediului Înconjurător.

## Biografie
Simion Hâncu s-a născut în Medeleni, Bacău, la 1 august 1929. A urmat școala primară în satul natal, între 1936 și 1942.
În vara anului 1942, s-a întâmplat să vină la Medeleni o rudă a sa mai îndepărtată. La îndemnul învățătorului din sat, care a insistat că „elevul Hâncu este foarte bun la învățătură și e păcat să nu meargă mai departe”, această rudă l-a luat la București pentru a-și continua studiile. La dorința copilului de a deveni preot, a fost înscris, în urma examenului de admitere, la Seminarul Central din București. În 1948, când au fost desființate majoritatea seminarelor, la insistentele profesorilor din seminar, elevul Hâncu Simion a fost înscris la Liceul „Sfântul Sava” din București, unde a urmat, ca bursier, ultimii doi ani de studiu liceal.
În anul 1950 a dat examen de admitere la Institutul de Construcții din București, examen la care s-a clasat pe primul loc, acordându-i-se „bursa republicană”. În anul I de facultate, i s-a propus, iar el a acceptat, să-și continue studiile la Institutul de Construcții din Moscova (actuala Universitate de Stat de Construcții Civile din Moscova). În timpul facultății, în anul 1954 a primit premiul I la concursul cercurilor studențești din Moscova, cu lucrarea din domeniul hidrodinamicii: „Metode variaționale în hidraulică”. În paralel, a frecventat și cursuri la Facultatea de matematică și mecanică a Universității „Lomonosov" din Moscova.

### Activitate științifică și didactică
În 1955, după absolvirea facultății cu calificativul maxim, a revenit în țară și s-a angajat la Laboratorul de Cercetări Hidraulice din București, care avea să devină ulterior Institutul de Cercetări Hidrotehnice (din 1990 Institutul de Cercetări pentru Ingineria Mediului, iar din 2009 Institutul Național de Cercetare-Dezvoltare pentru Protecția Mediului). Aici a parcurs succesiv toate treptele de cercetare: cercetător științific, șef de laborator, șef de secție, director adjunct științific și director.
În anul 1964 a susținut teza de candidat în științe tehnice la Institutul de Construcții din Moscova, cu titlul: „Modelarea hidraulică în curenții de aer sub presiune a mișcării apei cu nivel liber", pentru care a primit simultan două titluri: de candidat în științe tehnice și de doctor în științe tehnice, care au fost echivalate în România, în 1965, cu titlul de doctor docent.
În cadrul Institutului de Cercetări Hidrotehnice din București, a participat la studiile și cercetările efectuate pentru realizarea unor importante lucrări hidrotehnice din România: barajele pe Dunăre de la Porțile de Fier I și II, lucrările de îndiguire a Dunării în zonele Islaz–Somovit, Călărași, Cernavodă și Brăila, stabilirea soluțiilor tehnice, dimensiunilor și caracteristicilor de funcționare pentru Canalul Dunăre–Marea Neagră, regularizări de albii de râuri (Siret și Ialomița pe diverse sectoare) etc. De asemenea, a contribuit la realizarea sistemelor de irigații din România prin stabilirea soluțiilor de captare și aducțiune a apei, și de automatizare a aducțiunii apei pe rețeaua de canale pentru sistemele de irigații Carasu (în Dobrogea), Mostiștea, Olt–Călmățui și Sadova–Corabia, precum și la regularizarea albiei fluviului Eufrat la Raqqa (în Siria).
În 1976 a primit premiul „Aurel Vlaicu” al Academiei Române.
După 1990 se dedică exclusiv activității didactice, în cadrul Facultății de Îmbunătățiri Funciare și Ingineria Mediului a Universității de Științe Agronomice și Medicină Veterinară din București (această facultate fusese înființată în 1970, cu numele „Facultatea de Îmbunătățiri Funciare”, iar după ce în 1990 a fost creată specializarea Ingineria mediului, denumirea facultății a devenit cea actuală). Simion Hâncu era încă din 1982 profesor la această facultate, iar din 1990 a devenit șef al catedrei de Hidraulică.
În 1991 a devenit membru titular al Academiei de Științe Agricole și Silvice.
Profesorul Simion Hâncu a fost membru al Asociației Internaționale de Cercetări Hidraulice⁠(d), al Comitetului Român pentru Marile Baraje și al Comisiei de Hidrotehnică și Protecția Mediului din cadrul Asociației Generale a Inginerilor din România (președinte, apoi președinte de onoare al acestei comisii).

### Activitate politică
La 26 decembrie 1989 a devenit ministru în Guvernul Petre Roman (1), conducând Ministerul Apelor, Pădurilor și Mediului Înconjurător, minister nou înființat prin reorganizarea Consiliului Național al Apelor, Ministerului Silviculturii și Consiliului Național pentru Protecția Mediului Înconjurător, care s-au desființat prin Decretul CFSN nr. 11/1989. A fost astfel cel dintâi ministru care a gestionat domeniul mediului în România, până la 28 iunie 1990.

## Lucrări publicate
Simion Hâncu este autor sau coautor a mai multor cărți din domeniul tehnic și manuale universitare, printre care:
- Hâncu, S., Modelarea hidraulică în curenți de aer sub presiune, Editura Academiei Române, București, 1967
- Hâncu, S., Stănescu, P., Platagea, G., Hidrologia agricolă, Editura Ceres, București, 1971
- Hâncu, S., Curs de hidraulică, IANB, București, 1975
- Hâncu, S., Rus, E. ș. a., Hidraulica sistemelor de irigație cu funcționare automată, Editura Ceres, București, 1982
- Hâncu, S., Popescu, M. ș.a., Hidraulică aplicată. Simularea numerică a mișcării nepermanente a fluidelor, Editura Tehnică, București, 1985
- Hâncu, S., Marin, G., Transportul și dispersia poluanților, Editura BREN, București, 2003, ISBN: 973-648-152-2
- Hâncu, S., Marin, G., Hidraulică teoretică și aplicată, Ed. Cartea Universitară, București, 2007, ISBN: 978-973-731-477-2

De asemenea, a publicat numeroase articole în reviste tehnice de specialitate din țară și străinătate și comunicări științifice la congrese de specialitate și manifestări științifice naționale și internaționale.